# Карон Грейвс
Карон Грейвс (на английски: Karron Graves) е американска филмова и театрална актриса, станала популярна с ролята си на Мари Уорън във филмовата адаптация на Артър Милър „Лов на вещици“ през 1996 година.

## Ранни години
Карон Грейвс е родена на 30 ноември 1973 г. в град Джейнсвил, щата Уисконсин, САЩ. Израства в град Сарасота, Флорида.
Като малка Карол е активна спортистка – състезателка по плуване и двукратна състезателка, участвала в Щатските младежки олимпийски квалификации. В ранна възраст, в Ню Йорк, постъпва в Професионалното училище „Fiorello H. LaGuardia High School“. Също така получава диплома и от драматургичната школа в Йейл. През 1999 г. се дипломира от университета в Принстън.

## Кариера
Като дете Карол Грейвс участва в представления на Музикалния театър на „Метрополитън опера“ в продължение на шест сезона. Телевизионният ѝ дебют е през 1986 г., когато участва в шоуто „Saturday Night Live“, като момиче скаут, опониращо на водещия Фил Хартман. През следващата година Карон участва във филма „Смокинята“.
През 1988 г. започват снимките на сериала „Заливът на делфините“, продукция на компания CBS, с водещата роля на Кейти Ларсън.
На театралната сцена тя изиграва ролята на Клара в пиесата на Артър Милър „Опасност: Спомени!“ от 1987 в театър „Линкълн център“. Участва в международното турне на „Звукът на музиката“ през 1988, продуцирана от Джеймс Хамърстийн. Влиза в ролята на Гиния в пиесата „Деветте Арменци“ в Манхатънския театър.
Най-популярната ѝ роля в киното е на Мари Уорън в продукцията на 20 Century Fox „Лов на вещици“ от 1996 година. В продукцията си партнира с големи имена като Даниъл Дей-Люис и Уинона Райдър. Карон има също така, и епизодични роли в сериали като „Закон и ред“, „Пътеводна светлина“, и „Монк“. Играе и във филмите „Добрият пастир“ и „5 желания“.
В кариерата на Карон са вписани и много появи на Бродуей и десетки участия в театрални постановки из цялата страна. Активната ѝ кариера продължава.

## Филмография
- Saturday Night Live – 1986
- Смокинята – 1987
- Заливът на делфините – 1989
- Лов на вещици – 1996
- Добрият пастир – 2006
- Монк – 2007
- Закон и ред – 1992 – 2008
- Пътеводна светлина – 2005 – 2008
- Късни фази – 2014